# Чотар, Мартин
Мартин Чотар (хорв. Martin Čotar, род. 10 июля 1977, Пазин) — хорватский шоссейный велогонщик.

## Карьера
Многократный чемпион Хорватии в групповой и индивидуальной гонках. Чемпион Европы 1999 года в индивидуальной гонке U23. Участник нескольких чемпионатов мира.
В 2001 году стартовал на Туре Романдии и Туре Швейцарии. В 2002 году выиграл гонку Дороги короля Николы.
В 2005 году принял участие в Средиземноморских играх. На них выступил в групповой и индивидуальной гонках.

## Достижения
1996
 Чемпион Хорватии — групповая гонка
1997
2-й на Чемпионат Хорватии — индивидуальная гонка
1998
2-й на Чемпионат Хорватии — групповая гонка
1999
 Чемпионат мира среди военных — индивидуальная гонка
 Чемпион Европы — индивидуальная гонка U23
 Чемпион Хорватии — групповая гонка
 Чемпион Хорватии — индивидуальная гонка
2000
 Чемпион Хорватии — индивидуальная гонка
2001
 Чемпион Хорватии — индивидуальная гонка
2002
 Чемпион Хорватии — индивидуальная гонка
2-й на Чемпионат Хорватии — групповая гонка
Дороги короля Николы
3-й в генеральной классификации
1-й этап
2005
 Чемпион Хорватии — индивидуальная гонка
2008
3-й на Чемпионат Хорватии — индивидуальная гонка

## Рейтинги
| Год                 | 2005  | 2006 | 2007 | 2008   |
| ------------------- | ----- | ---- | ---- | ------ |
| Европейский тур UCI | 940-й | -    | -    | 1289-й |
|                     |       |      |      |        |
| Источник: UCI       |       |      |      |        |